# Société suisse de vexillologie
La Société suisse de vexillologie (SSV) (en allemand : Schweizerische Gesellschaft für Fahnen- und Flaggenkunde  [SGFF], en italien : Società Svizzera di Vessillologia [SSV], en anglais : Swiss Society for Vexillology [SSV]), est une société savante suisse, fondée en 1967. Elle regroupe des résidents suisses amateurs de vexillologie, science portant sur l'étude des drapeaux et des pavillons.
Son siège est à Zollikofen dans le canton de Berne.

## Historique
La Suisse est un pays ayant une tradition vivante pour les drapeaux. Tant les sociétés de fanfare, les clubs sportifs que les communes, les districts et les cantons ont leurs propres drapeaux. Ainsi, la Société suisse de vexillologie a été créée le 21 janvier 1967 par Louis Mühlemann, vexillologue et spécialiste en héraldique. Elle est l'un des membres fondateurs de la Fédération internationale des associations vexillologiques (FIAV) qui regroupe diverses associations vexillologiques nationales de façon organisée depuis le 3 septembre 1967. La Société suisse de vexillologie a d'ailleurs organisé, conjointement avec la Guilde zurichoise d'héraldique, le second congrès international de Vexillologie en septembre 1967 à Rüschlikon, près de Zurich en Suisse, ainsi que le quinzième congrès international de Vexillologie, toujours à Zurich, en 1993.

## Objectifs et actions de la société
D'après ses statuts, la société savante est une association privée à but non lucratif, politiquement indépendante, sans confession et ouverte aux personnes et aux institutions publiques et privées qui s'adonnent à la vexillologie, voire l'étude et le soin des drapeaux et des pavillons. 
Un accent particulier est porté sur les drapeaux et pavillons de Suisse mais ceci de façon non exclusive. 
La société est également consultée sur divers sujets ayant trait aux drapeaux. La Confédération suisse a d'ailleurs fait appel à ses services lors de la rédaction du Règlement 51.340 de l'Armée suisse intitulé «Usage des drapeaux, étendards et fanions (Règlement sur les drapeaux)».

## Drapeau
Comme tout drapeau suisse, le drapeau de la SSV est carré, de proportions 1:1. Les statuts définissent le drapeau en ces termes: «Le drapeau de la société est rouge avec une croix blanche traversante. Dans chaque quartier émane du centre de la croix un bâton à fleur-de-lys jaune accosté de deux flammes jaunes et chargé d'une flamme rouge.».

## Publication
La Société suisse de vexillologie publie depuis 1969 un journal trilingue en français, allemand et italien, sous le nom protégé de Vexilla Helvetica (Drapeaux suisses). Ce journal traite de sujets vexillologiques suisses et internationaux et documente également la vie sociale de la société savante.